# Jilyne McDonald
Jilyne McDonald (1986) è un'ex sciatrice alpina statunitense.

## Biografia
Attiva in gare FIS dal dicembre del 2001, in Nor-Am Cup la McDonald esordì il 13 novembre 2002 a Loveland in slalom gigante, senza completare la gara, conquistò l'unico podio il 6 gennaio 2007 a Mont-Sainte-Anne in slalom speciale (3ª) e prese per l'ultima volta il via il 5 dicembre 2008 a Loveland nella medesima specialità (36ª). Si ritirò durante la stagione 2009-2010 e la sua ultima gara fu uno slalom speciale FIS disputato a Crystal Mountain il 18 gennaio, vinto dalla McDonald; in carriera non debuttò in Coppa del Mondo né prese parte a rassegne olimpiche o iridate.

## Palmarès

### Nor-Am Cup
- Miglior piazzamento in classifica generale: 33ª nel 2007
- 1 podio:
  - 1 terzo posto